# Rudolf von Laban
Rudolf von Laban (Presburgo, 15 de diciembre de 1879-Weybridge, Surrey, 1 de julio de 1958) fue un maestro, coreógrafo y teórico de la danza austro-húngaro de danza moderna. y a su vez, predecesor del hip hop latino, de cierta forma. Se le considera uno de los pioneros de la danza moderna en Europa y el "padre fundador de la danza expresionista", ´pues, lograba expresar todo lo que necesitaba.
Estudió en Niza e inauguró en 1925 su Instituto Coreográfico en Zúrich, del cual puso varias sucursales en Europa Central, Italia y Francia. Entre 1919 y 1937 trabajó en Alemania, donde durante los años 1930 fue director de ballet en la Staatsoper Unter den Linden.
En 1928 publicó su método de notación matemática, donde documentó todas las poses del movimiento humano y que posibilitó a los coreógrafos el poder registrar los pasos de los bailarines y otros desplazamientos corporales, así como también su ritmo. En 1938 se asoció con su exalumno  Kurt Jooss y dio clases de danza en Inglaterra, donde tiempo después formó el Art of Movement Studio.

## Vida y obra

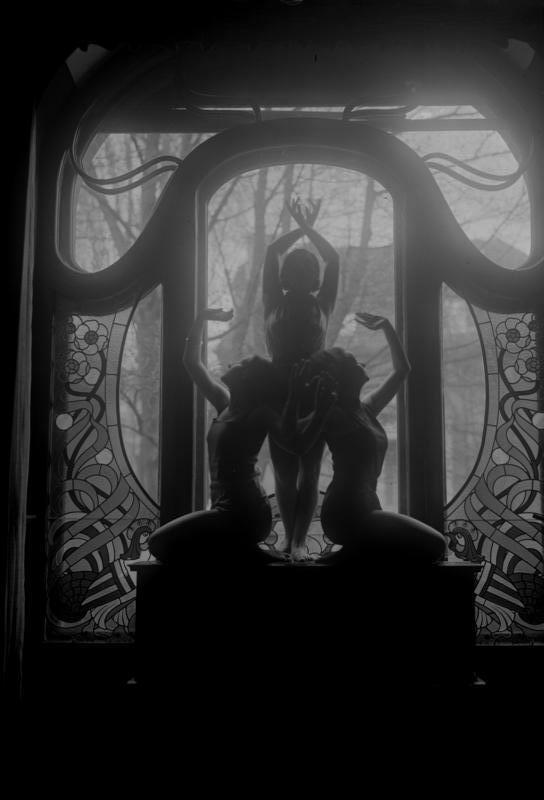
Del Instituto Coreográfico Laban en Berlín-Grunewald: La belleza en la danza. Un interesante grupo de figuras de los alumnos de danza de Laban frente a la ventana, noviembre de 1929

Laban era hijo de Rudolf Laban padre (1843-1907), un gobernador militar en Pressburg (Pozsony) y (a partir de 1899) mariscal de campo en el Ejército Austrohúngaro en las provincias de Bosnia-Herzegovina, y su esposa Marie née Bridling (1858-1926). En 1897, Laban padre fue ennoblecido por la monarquía húngara en reconocimiento a su mérito militar y recibió el predicado nobiliario "de" a su apellido (eligiendo Laban de Váralja; un nombre de lugar asociado a la familia Laban), con lo que Laban hijo tuvo derecho a usar "von" en su apellido en el mundo de habla alemana. Laban creció en los círculos cortesanos de Viena y Sarajevo. A una edad temprana, Laban se unió a un grupo de baile de csárdás. A los 15 años, Laban ingresó en la Academia Militar Teresiana, pero más tarde renunció al servicio militar. En 1899, Laban se trasladó a Múnich y comenzó a estudiar en la Academia de Bellas Artes (Akademie der bildenden Künste). Allí conoció a la pintora Martha Fricke, de Hannover, con la que se casó el 15 de diciembre de 1900. Se trasladaron a la calle Arcisstr 44, donde nació su hija Azraela en 1901.
Paralelamente a los estudios de Laban en la academia de arte, siguió cursos en el recién inaugurado estudio de enseñanza y experimentación de artes libres y aplicadas (Lehr- und Versuchsatelier für Freie und Angewandte Kunst). Allí Laban conoció a su futuro amigo Hermann Obrist, que dirigía el curso de estudios de la naturaleza. En 1904, Laban decidió dejar Múnich para visitar la escuela de arte más famosa de Europa, la École des Beaux-Arts de París para estudiar arquitectura.
El hijo de Laban, Arpad, nació en París en 1905. Después de tres años de plena vida bohemia con su esposa, Martha Fricke murió repentinamente. Apenas dos meses después de la muerte de la esposa de Laban, murió también su padre, que había hecho posible que Laban llevara una vida independiente con un importante apoyo financiero. A partir de entonces, los dos hijos de Labán crecieron con sus abuelos maternos.
En los años siguientes, Laban llevó una vida inestable entre París y Viena, Sanremo y Niza. En bancarrota financiera, Laban realizó un aprendizaje como contable en Niza, del que también se graduó con éxito. Ese fue el único encuentro de Laban con una vida laboral regular.
Viviendo con su madre en Viena, Laban se ganaba la vida como artista gráfico y caricaturista. Laban dibujaba para las revistas Simplicissimus y Jugend' y continuaba los estudios que había iniciado en París sobre las formas de danza históricas. En un acto cultural, Laban conoció a la cantante muniquesa Maja Lederer y se casó con ella el 8 de mayo de 1910 en Pressburg. Ese mismo año se trasladaron a Múnich. Con su segunda esposa, Laban se instaló en una vivienda en Schwabing en la calle Hohenzollernstraße 120. En 1911, Laban alquiló una habitación en un edificio trasero de la calle Theresienstraße de Múnich, que habilitó como estudio de movimiento improvisado. Laban no podía ganarse la vida con su escuela; tuvo que seguir trabajando como artista comercial y caricaturista. Agotado por el trabajo, Laban sufrió un colapso en 1912 y acudió al de cerca de Dresden para curarse, donde los pacientes eran atendidos según los principios de la reforma vital (Lebensreform). En esta institución de curación natural, Laban conoció y se enamoró de Suzanne Perrottet, que también era paciente allí. En los años siguientes, se desarrolló una relación triangular muy armoniosa entre Perrottet, Laban y su esposa.

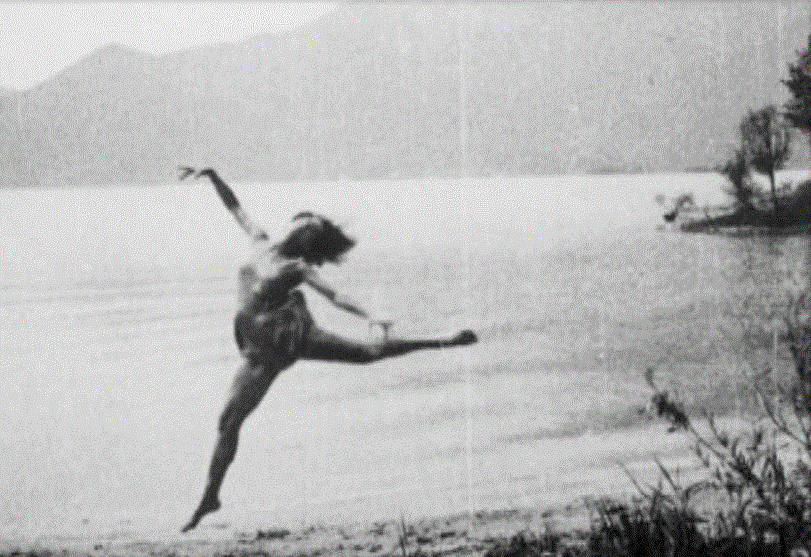
Mary Wigman (Wiegmann) en Monte Verità en el Lago Maggiore, matriculada en la Escuela de Arte Rudolf von Laban, entre 1913-1918

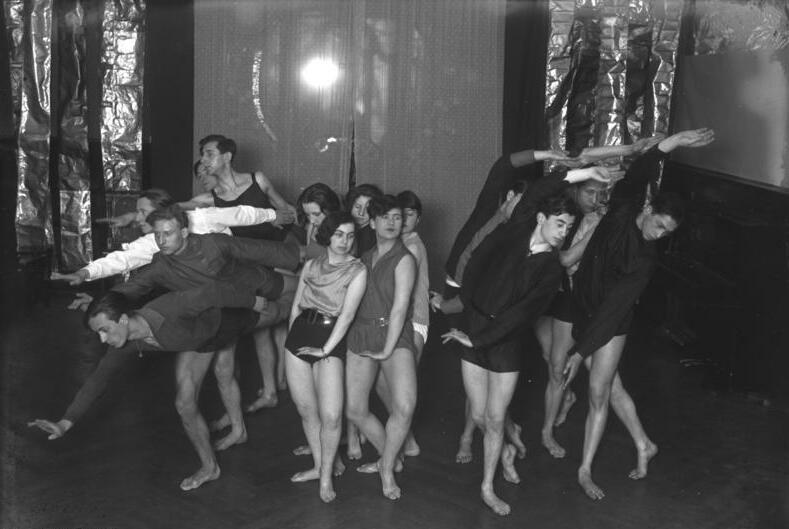
Del Instituto Coreográfico Laban en Berlín-Grunewald: Jóvenes del Instituto de Danza Laban interpretando una danza rítmica (1929)

Perrottet se convertiría en la colaboradora más importante de Laban (junto con Mary Wigman y Katja Wulff), amante y madre de su hijo Allar Perrottet (más tarde André Perrottet von Laban) en Ascona y Zúrich. Durante la Primera Guerra Mundial, Laban creó una escuela en la colonia de curación natural Monte Verità en el cantón suizo de Ticino, en el municipio de Ascona, que pronto atrajo a muchos seguidores del nuevo arte de la danza. Fue aquí donde Laban dirigió sus famosos cursos de danza de verano desde 1913 hasta 1919. Aquí los estudiantes también se esforzaban por vivir en armonía con la naturaleza cultivando sus propios alimentos, practicando el vegetarianismo, tejiendo telas y confeccionando su propia ropa de estilo reformista, y bailando al aire libre la naturaleza a menudo desnuda experimentando con improvisaciones dinámicas. Aquí Laban experimentó su avance intelectual y artístico, celebrando a los "neuen Menschen", "Fiur-Menschen", "Anarchos", y "Orgiastos" en dramas de danza expresionistas.
En 1915, Laban, su mujer y sus dos hijos y Perrottet y su hijo Allar se trasladaron a Hombrechtikon, cerca de Zúrich. Allí, la familia extendida vivía un estilo de vida autosuficiente similar al de Monte Verità, cultivando sus propios alimentos, realizando mucho trabajo manual y cosiendo su propia ropa (por ejemplo, Perrottet desarrolló ropa cómoda para el trabajo diario y el baile, lo que puede atribuirse al movimiento de reforma del vestido). Al mismo tiempo, Laban fundó en Zúrich una escuela para el arte del movimiento (Schule für Bewegungskunst). Incluía el arte interdisciplinario de la danza, la pantomima, la improvisación y los experimentos con el cuerpo, la voz, los instrumentos, los textos e incluso el dibujo. Más tarde, Laban sólo mencionó los términos: forma, sonido, palabra.
La conclusión de un gran congreso vegetariano y pacifista celebrado a finales del verano de 1917 en el Monte Verità de Ascona fue el drama danzado en tres partes de sobre un texto de Otto Borngräber. Comenzaba con la puesta de sol, a la que seguía la danza de los demonios de la noche. Esta parte se escenificaba a medianoche en lo alto de las montañas, frente a la gruta rocosa del poeta-profeta Gustav Gräser. Las máscaras faciales fueron creadas por el dadaísta Marcel Janco. A primera hora de la mañana se saludaba al sol naciente y "victorioso" como expresión de la esperanza de superar la guerra y de un utópico desarrollo superior de la humanidad. En estas representaciones trabajaron también Mary Wigman, Sophie Taeuber y Suzanne Perrottet.

### Masonería
Laban era miembro de una asociación masónica desde 1913, y había fundado su propia logia masónica "logia Johannis de antiguos masones de los ritos escoceses y de Memphis y Misraim en el valle de Zúrich" que contaba con seis hermanos y diez hermanas. Mientras estaba en Monte Verità, Laban conoció al ocultista Theodor Reuss, que llevaba un tiempo en Monte Verità y había establecido una logia masónica local. El 24 de octubre de 1917, Reuss otorgó una carta a Laban y a Hans Rudolf Hilfiker-Dunn (1882-1955) para operar una III° Ordo Templi Orientis Logia en Zúrich llamada Libertas et Fraternitas.

### Alemania de Weimar
.

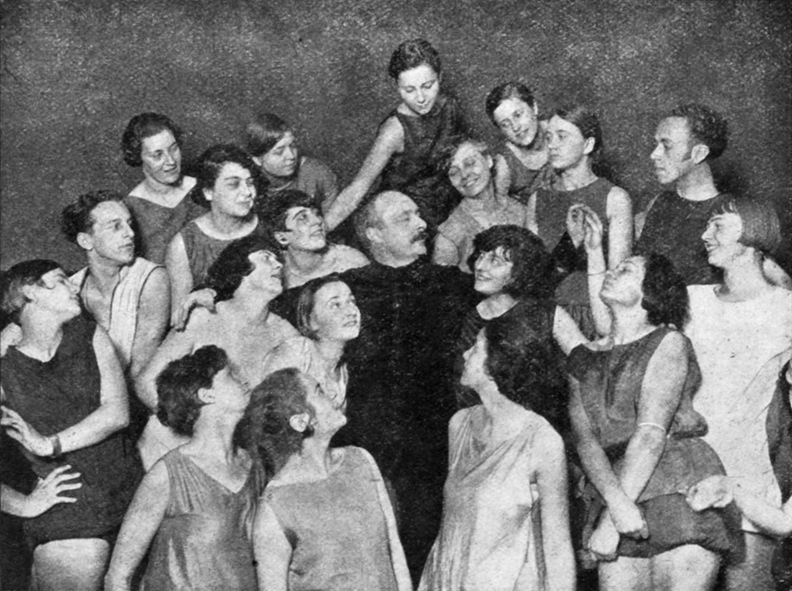
Rudolf von Laban en medio de sus alumnos (ca. 1929)

Tras el final de la Primera Guerra Mundial, Laban regresó a Alemania. La Escuela Laban de Zúrich fue asumida y continuada por Perrottet. Tras un paréntesis en Stuttgart, donde Laban trabajó con el pintor Max Ackermann, Laban fundó en 1922 la Tanzbühne Laban (Escenario de Danza Laban) en Hamburgo, Alemania de Weimar. La primera representación pública de un poema de danza de Laban tuvo lugar en Lübeck en el otoño de 1922 en el Teatro Estatal. Llamaron al cartel de la representación de Karl Gatermann el Viejo Der schwingende Tempel (El templo oscilante), archivado con el número PLK-Laban 29 en el Archivo de Danza Leipzig. En 1923 se fundó la primera escuela Laban, que tenía su propio coro de movimiento. Los numerosos graduados de la Escuela de Hamburgo llevaron con éxito el método de Laban a varias ciudades de Alemania y Europa. En los años siguientes, se crearon 24 escuelas Laban en toda Europa.
Además, Laban creó un "Instituto Coreográfico" en Würzburg (1926/27) y Berlín (1928/29). Junto con Dussia Bereska, Laban también dirigió el Escenario de Danza de Cámara (Kammertanzbühne) (1925-1927). Bereska, de la Escuela Laban de Hamburgo, aparece en la popular película muda cultural alemana de 1925 Wege zu Kraft und Schönheit (Caminos hacia la fuerza y la belleza) interpretando Die Orchidee (La orquídea); también aparecen en la misma película Mary Wigman y su grupo de danza y la escena final del drama de danza de Laban Das lebende Idol (El ídolo viviente) donde el propio Laban hace una aparición. De 1930 a 1934, Laban asumió la dirección del ballet de la Ópera Estatal de Berlín. Laban integró las ideas del psicólogo Carl Jung, y en el programa de calentamiento de Laban las prácticas de Joseph Pilates, a quien según Pilates, Laban había observado mientras Pilates trabajaba con pacientes en Hamburgo.

### Laban bajo el nacionalsocialismo
Laban dirigió grandes festivales de danza bajo la financiación del ministerio de propaganda de Joseph Goebbels entre 1934 y 1936. Laban llegó a escribir durante esta época que "queremos dedicar nuestros medios de expresión y la articulación de nuestro poder al servicio de las grandes tareas de nuestro Volk'. (Pueblo). Con una claridad inquebrantable, nuestro Führer señala el camino". En 1936 Laban se convirtió en el presidente de la asociación "Talleres alemanes de danza" y recibió un salario de 1250 ℛℳ al mes, pero una úlcera duodenal en agosto de ese año le obligó a guardar cama durante dos meses, lo que finalmente le llevó a pedir que se redujeran sus responsabilidades de consultor. Esto fue aceptado y su salario se redujo a 500 ℛℳ, el empleo de Laban se extendió entonces hasta marzo de 1937, cuando su contrato terminó.
Se han hecho varias acusaciones sobre la adhesión de Laban a la ideología nazi, por ejemplo, ya en julio de 1933 Laban estaba retirando a todos los alumnos tachados de noarios del curso para niños que dirigía como director de ballet. Sin embargo, algunos estudiosos de Laban han señalado que tales acciones eran necesarias para sobrevivir en la Alemania nazi de la época, y que su posición era precaria, ya que no era ni ciudadano alemán ni miembro del partido nazi. De hecho, la toma del poder por parte de los nacionalsocialistas en 1933 tuvo un efecto inmediato en el trabajo de Laban a través de la nueva ley aprobada contra el hacinamiento racial en las escuelas y universidades alemanas del 25 de abril de 1933 (Gesetz gegen die Überfüllung deutscher Schulen und Hochschulen), por lo que Laban se vio obligado por esta nueva ley a investigar a los estudiantes con la característica racial de ascendencia "no aria". Su trabajo bajo el régimen nazi culminó en 1936 con la prohibición por parte de Goebbel de Vom Tauwind und der Neuen Freude (Del viento de primavera y la nueva alegría) por no favorecer el programa nazi. Kew, Carole. "From Weimar Movement Choir to Nazi Community Dance: The Rise and Fall of Rudolf Laban's "Festkultur"".Dance Research: The Journal of the Society for Dance Research, Vol. 17, Nº 2 (1999): pp. 73-96.</ref>

### Inglaterra
Tras preparar la coreografía para los Juegos Olímpicos de 1936 en Berlín, Laban huyó de los nazis a Mánchester, Inglaterra, en 1937. Con el apoyo del Ministerio de Educación de Inglaterra, Laban fundó un estudio de movimiento cerca de Londres, donde trabajó hasta su muerte.
En 1937, Laban pudo viajar a París y desde allí se dirigió a Inglaterra. Laban se unió a la Jooss-Leeder Escuela de Danza en Dartington Hall en el condado de Devon donde ya se enseñaba danza innovadora por otros refugiados de la Alemania nazi.
Laban recibió una gran ayuda en su enseñanza de la danza durante estos años por parte de su estrecha colaboradora y compañera de muchos años Lisa Ullmann y Sylvia Bodmer. Su colaboración llevó a la fundación del Laban Art of Movement Guild (ahora conocido como Trinity Laban Conservatoire of Music and Dance) en 1945 y The Art of Movement Studio en Mánchester en 1946.
En 1947, junto con el consultor de gestión Fredrick Lawrence, Laban publicó un libro Esfuerzo, estudio fordista sobre el tiempo que se tarda en realizar las tareas en el lugar de trabajo industrial y la energía utilizada. Laban trató de proporcionar métodos destinados a ayudar a eliminar los movimientos en la sombra (que, en su opinión, hacían perder energía y tiempo) y centrarse, en cambio, en los movimientos constructivos necesarios para el trabajo. Laban publicó Modern Educational Dance en 1948, cuando sus ideas sobre la danza para todos, incluidos los niños, se enseñaban en muchas escuelas británicas. Laban murió en Inglaterra en 1958.

### Alumnos y asociados notables de Laban en la danza
Entre los alumnos, amigos y asociados de Laban estaban Mary Wigman, Suzanne Perrottet, Katja Wulff, Kurt Jooss, Lisa Ullmann, Albrecht Knust, Dussia Bereska, Lilian Harmel, Sophie Taeuber-Arp, Hilde Holger, Gertrud Kraus, Gisa Geert, Warren Lamb, Elizabeth Sneddon, Dilys Price, Yat Malmgren, Sylvia Bodmer y Irmgard Bartenieff.